# 진귤
진귤(陳橘)은 운향과의 과일 나무(상록 소교목)이다. 귤속의 잡종 재배식물로, 시트론(C. medica)과 감귤나무(C. reticulata)의 자연 교잡으로 만들어졌으며, 랑푸르와 유전적 근연관계가 있다. 과거에는 식물학적 종이나 변종으로 여겨지기도 했는데, 다나카 체계와 스윙글 체계에서 각각 Citrus sunki hort. ex Tanaka 및 Citrus reticulata var. austera Swingle라는 학명이 부여되었다.
제주도의 재래 감귤류 가운데 하나이다. 제주도에서는 산귤(山橘), 산물 등으로도 불리며, 2015년에 "산물"이라는 이름으로 슬로 푸드 선정 〈맛의 방주〉에 등재되기도 하였다.
클레오파트라귤, 시콰사와 함께 신맛이 강한 감귤류에 속한다.

## 같이 보기
- 제주감귤